# Kaiserliche Russische Archäologische Gesellschaft
Die Kaiserliche Russische Archäologische Gesellschaft (russisch Императорское Русское археологическое общество) war eine archäologische Gesellschaft. Sie hatte ihren Sitz in St. Petersburg.
Sie wurde 1846 gegründet und 1923 aufgelöst.